# Второй Дом Советов (Екатеринбург)

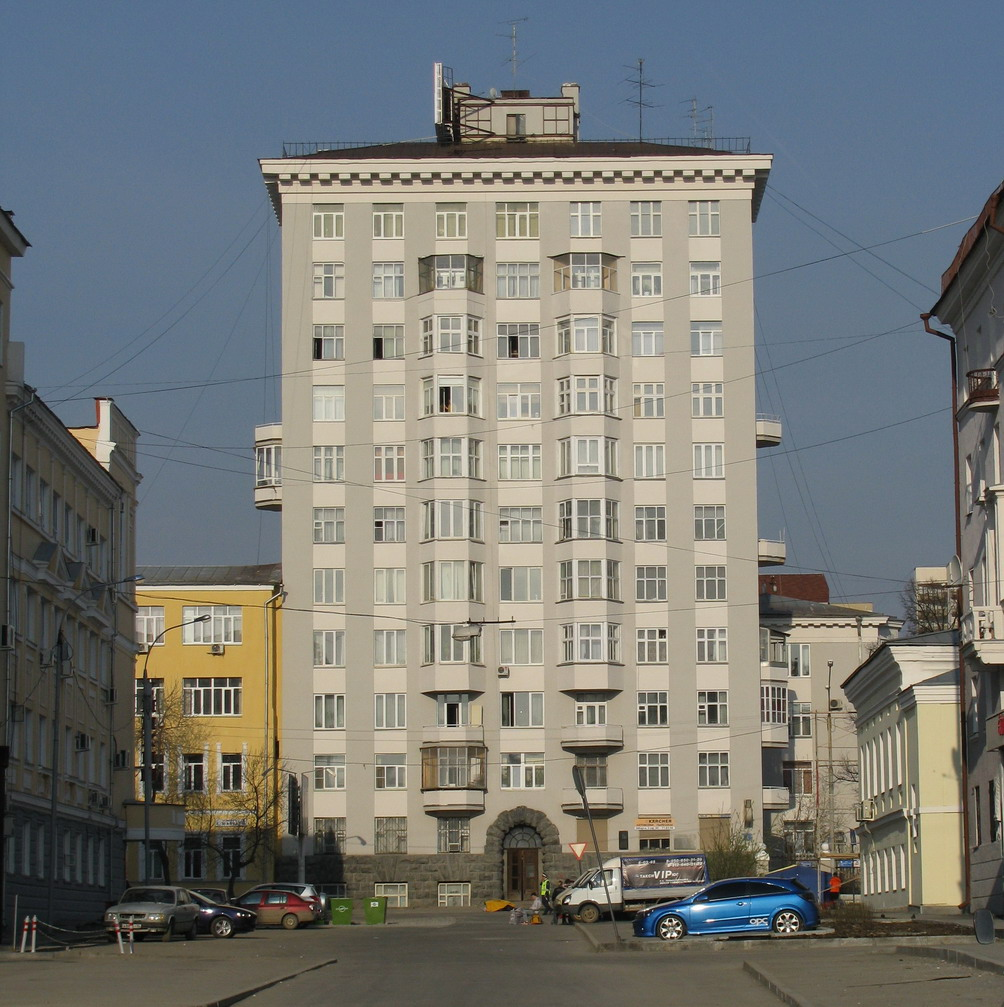
«Второй Дом Советов», 11 этажей, 1932 год

Второ́й Дом Сове́тов (также известен как Первый городок Чекистов) — жилой комплекс, построенный в Свердловске (современном Екатеринбурге) по адресу ул. 8 Марта, 2. Комплекс состоит из основного четырёхэтажного семиподъездного блока, образующего полузамкнутый двор и открытого на восток, и примыкающего с юга одиннадцатиэтажного высотного здания, являвшегося в 1930-е годы одним из двух самых высоких зданий РСФСР за пределами Москвы. Памятник архитектуры федерального значения.
Жилой комплекс был спроектирован архитекторами И. П. Антоновым и В. Д. Соколовым и построен в 1932 году. По ряду архитектурных особенностей комплекс является необычным. В сооружениях жилого комплекса представлено редкое смешение стилей конструктивизма и неоклассики. В 1930-е—1950-е годы комплекс претендовал на градообразующую роль.
Фасад высотного здания выходит на переулок Химиков.
Подъезды, выходящие на улицу Володарского, оформлены колоннами из чёрного лабрадорита, что является нетипичным случаем как для архитектуры конструктивизма, так и для архитектуры Урала, в целом.